# 唐格许特
唐格许特（德語：Tangerhütte，發音：[taŋɐˈhʏtə] ⓘ）是德国萨克森-安哈尔特州施滕达尔县的城市，面积294.83平方千米，2023年12月31日人口为10,516人。